# القرية (المفلحي)

تعديل مصدري - تعديل

القرية هي إحدى قرى عزلة المفلحي بمديرية المفلحي التابعة لمحافظة لحج، بلغ تعداد سكانها 82 نسمة حسب تعداد اليمن لعام 2004.